# Velebit Nature Park
Velebit Nature Park är en park i Kroatien. Den ligger i den södra delen av landet, 160 km söder om huvudstaden Zagreb. Velebit Nature Park ligger 585 meter över havet.
Terrängen runt Velebit Nature Park är varierad. Runt Velebit Nature Park är det glesbefolkat, med 13 invånare per kvadratkilometer. Närmaste större samhälle är Gračac, 16,1 km öster om Velebit Nature Park. Omgivningarna runt Velebit Nature Park är en mosaik av jordbruksmark och naturlig växtlighet.